# Ahrenshöft
Ahrenshöft (Arnshøft en danois, Oornshaud en frison septentrional) est une commune allemande de l'arrondissement de Frise-du-Nord, dans le Land de Schleswig-Holstein.

## Histoire
La commune d'Ahrenshöft est mentionnée pour la première fois dans un document officiel en 1455 sous le nom de Vrenshoude.

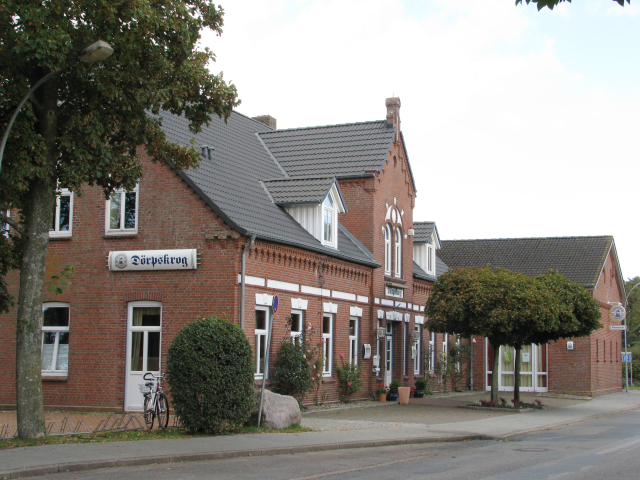
Ahrenshöft